# Vaso di Skarpsalling

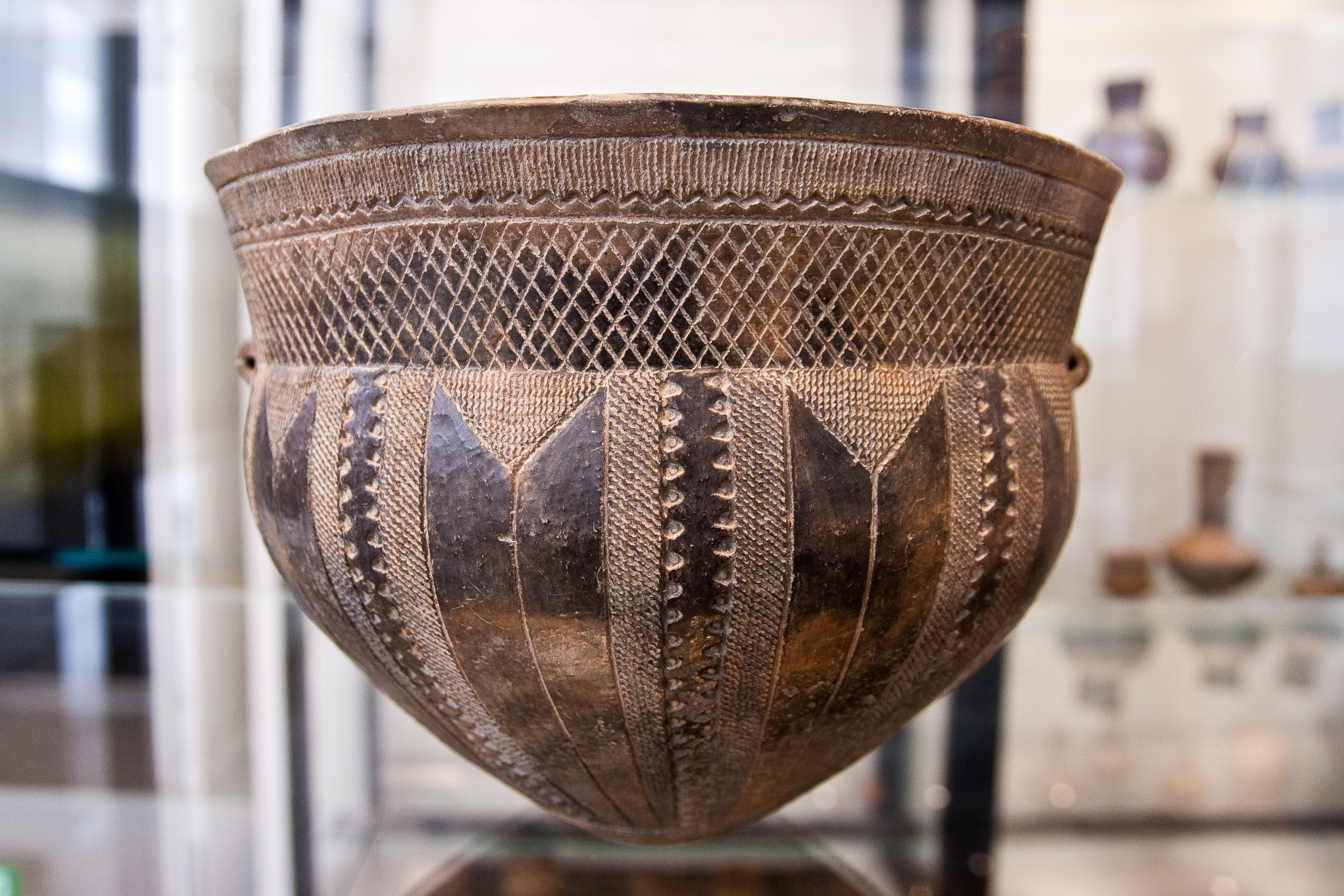
Vaso di Skarpsalling

Il vaso di Skarpsalling (in danese: Skarpsallingkarret) è un vaso di terracotta risalente ad oltre 3200 anni fa. È stato ritrovato in una tomba a corridoio di Skarp Salling, presso Oudrup Hede, 18 km a nord-ovest di Aars, nell'Himmerland, in Danimarca. Per via della decorazione e della perfezione tecnica, questa ceramica è stata descritta come "la più bella ceramica dell'età della pietra a nord delle Alpi".

## Descrizione
Il vaso ha un'altezza di 19,5 cm. La sua forma e le sue decorazioni sono collegabili alla fase Troldeberg, che segna l'inizio dell'era dei megaliti della cultura del bicchiere imbutiforme. 
La decorazione, orientata orizzontalmente, comprende un fregio di motivi verticali alternati, sormontato da un'ampia zona a macchie incrociate. Il motivo principale è costituito da larghe strisce verticali, semplici ma nette, che corrispondono perfettamente alle strisce meridiane. L'ornamento è costituito dalla punta di una conchiglia e da un osso di uccello. Per appendere il vaso sono state utilizzate due grandi chiusure orizzontali.
Questo vaso fu trovato nell'estate del 1891 (lo stesso anno del calderone di Gundestrup) in un prato di 32 ettari. È entrato a far parte delle collezioni del Museo Nazionale di Danimarca nel 1892. Il territorio a sud e sud-est di Løgstør è uno dei più ricchi di tombe a corridoio della Danimarca. Quasi tutte sono scomparse con la costruzione di strade e l'arrivo delle ferrovie tra la fine del XVIII e l'inizio del XIX secolo.
Nel 1935 è stato scoperto un tumulo funerario tra gli abeti. Originariamente era lungo 25 metri e alto 3-4 metri. A un'estremità si trovava una fossa profonda 5-6 metri, che è stata identificata come la traccia di un ipogeo con un corridoio lungo 5 metri.
Dal 2009 il vaso è stato utilizzato per illustrare le banconote da 50 corone danesi.